# Kehl
Kehl (/keːl/ ) est une commune allemande du Land de Bade-Wurtemberg et de l'arrondissement de l'Ortenau (Ortenaukreis). Avec une population d'environ 39 184 habitants au 31 décembre 2023, la commune de Kehl fait partie intégrante de l'agglomération de Strasbourg ; elle est considérée comme la 34e commune de l'Eurométropole de Strasbourg car elle participe comme les communes françaises au réseau de transport, des bibliothèques, du réseau de chaleur, du traitement des déchets, du logement social, de l'urbanisme et d'autres thématiques bien que statutairement non membre. Elle fait partie de l'Eurodistrict Strasbourg-Ortenau et forme, avec Strasbourg l'espace transfrontalier Strasbourg-Kehl, une eurocité de l'Union européenne.
Située sur la rive droite du Rhin au niveau de l'île aux Épis, face à Strasbourg, elle est formée d'une ville centre située au bord du fleuve et de quartiers (Stadtteile) et d'anciens villages intégrés au ban communal de Kehl lors de la réforme communale de 1965-1975 en RFA. Le centre-ville, incendié au XVIIIe siècle, a été reconstruit selon un plan en damier.

## Géographie

### Situation de la ville
Kehl se situe dans le fossé rhénan, à environ trois kilomètres de l'embouchure de la Kinzig dans le Rhin, ce qui en fait une ville portuaire idéale. Elle se trouve dans l'ancienne zone inondable de la Schutter, de la Kinzig et du Rhin.
C'est une ville de taille moyenne dans la zone d'influence d'Offenbourg (au sein de la région du Rhin supérieur), mais aussi de Strasbourg, dont elle est interdépendante : elle est en quelque sorte le « quartier allemand » de l'agglomération strasbourgeoise.
Kehl a aussi des relations particulièrement fortes avec les communes voisines de Rheinau et de Willstätt.

### Structure urbaine
Le territoire communal de Kehl regroupe, à la suite de la réforme communale des années 1970, l'ancienne commune de Kehl et les anciennes communes de Sundheim, Auenheim, Bodersweier, Goldscheuer, Hohnhurst, Kork, Leutesheim, Neumühl, Odelshofen, Querbach et Zierolshofen. Ces quartiers de la ville sont d'anciens villages, longtemps dirigés chacun par ses propres magistrats.
À ces quartiers s'ajoutent quelques hameaux ou lieux-dits, qui n'ont que peu d'habitants et dont les limites ne sont pas formellement identifiées : Niedereich et Wolfsgrube près de Kehl ; Kittersburg (Kittersbourg), Kittersburger Mühle (« Moulin de Kittersbourg »), Kommissionsinsel (« Île de la Commission ») ; Auenheimer Mühle (« Moulin d'Auenheim »), Korker Mühle (« Moulin de Kork »), Ziegelei Kork (« Tuilerie de Kork »), Leutersheimer Mühle (« Moulin de Leutesheim »).

### Transports et communications
Kehl est desservie depuis le centre-ville de Strasbourg par la ligne D du tramway de Strasbourg via 3 stations : depuis avril 2017 Kehl Bahnhof, et depuis novembre 2018 Hochschule/Läger et Kehl-Rathaus son terminus à proximité de la mairie.

## Histoire

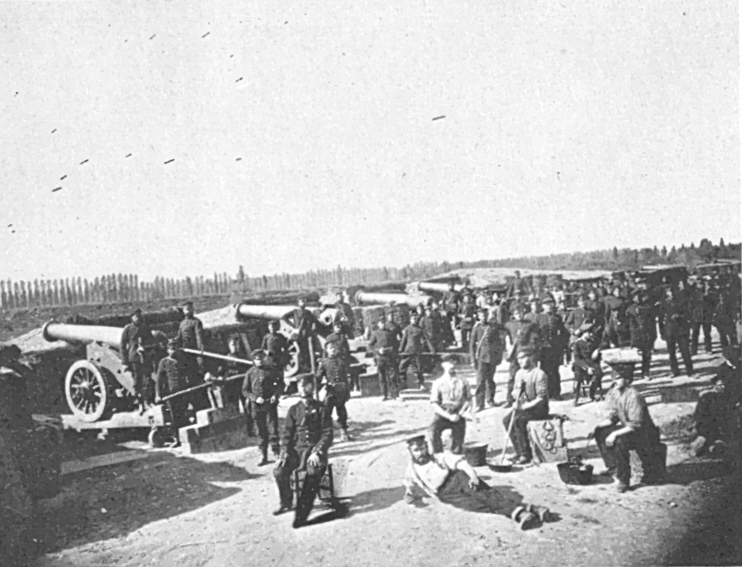
Batterie de canons de 24 livres allemands à Kehl utilisé durant le siège de Strasbourg de 1870.

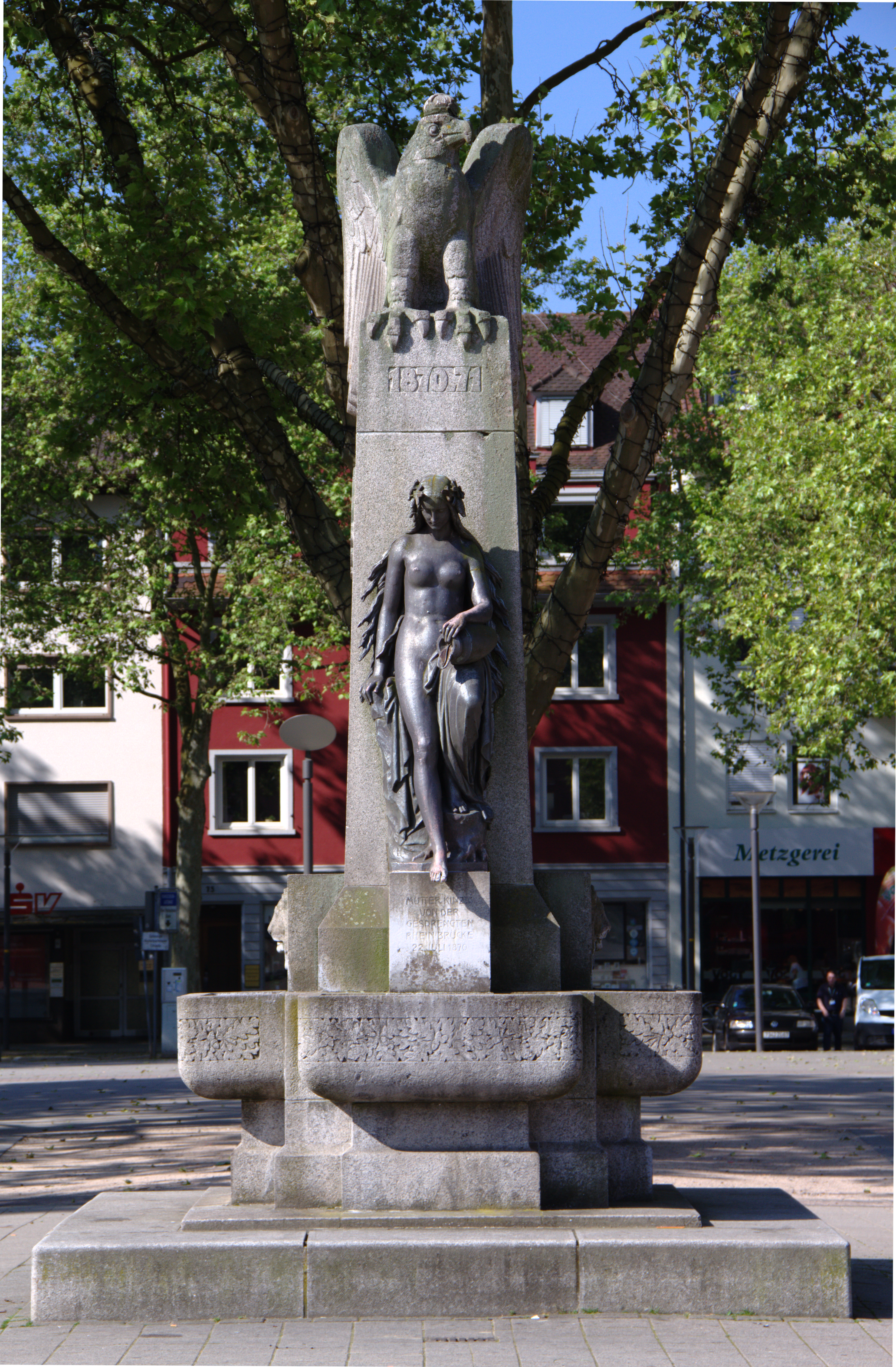
Le monument en mémoire de la guerre de 1870-71.

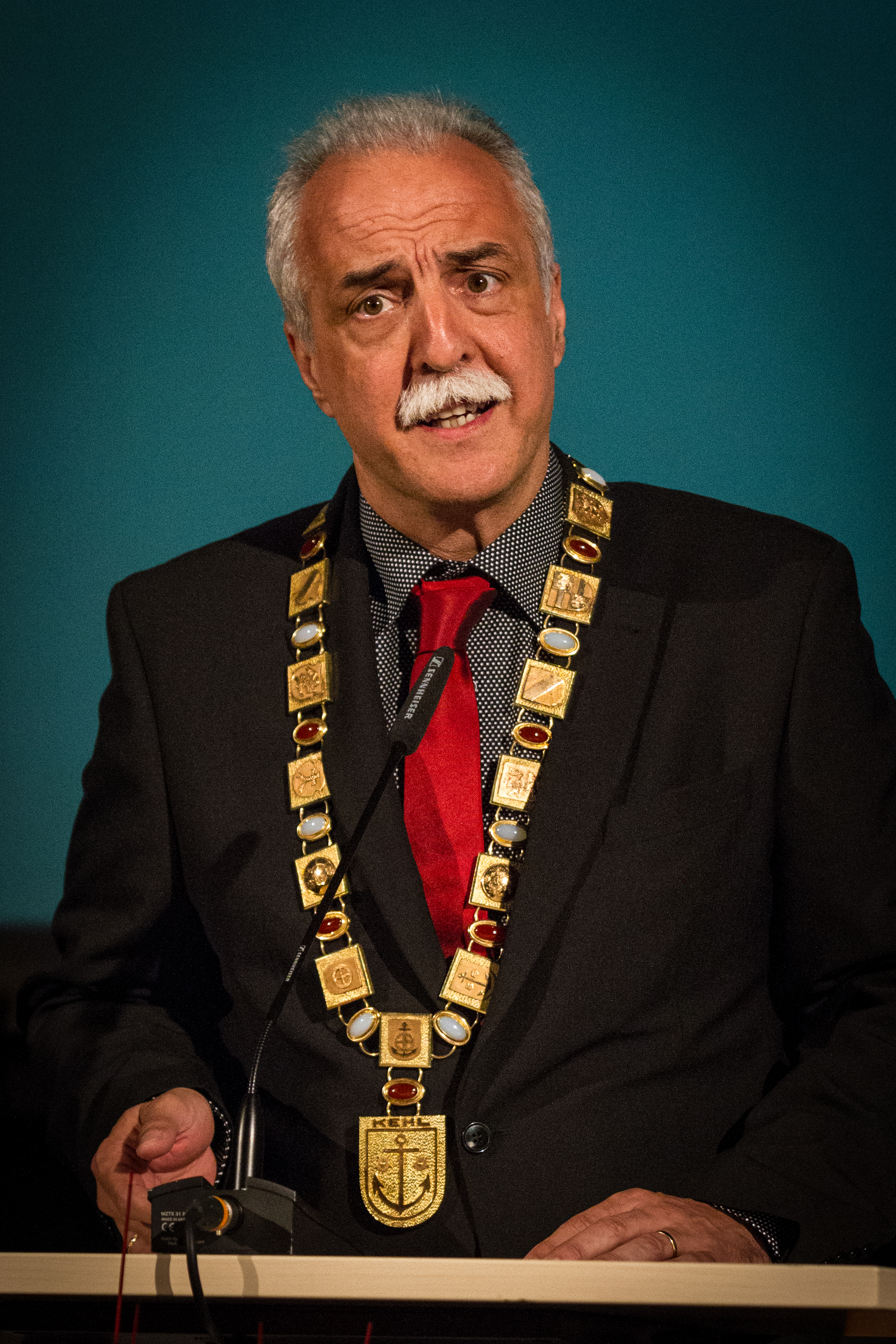
Toni Vetrano, maire de Kehl entre 2014 et 2022.

### Moyen Âge
Kehl est mentionnée pour la première fois en 1038.
En 1333, un premier pont est construit entre Strasbourg et Kehl et dès 1388, une liaison permanente est établie entre les deux côtés du fleuve. À cette époque Kehl est une composante de la ville de Strasbourg[pas clair].
Au XVe siècle eurent lieu trois implantations nouvelles : les lieudits Bruckenkopf (« tête de pont ») et Mitteldoerfel (« hameau du milieu », quartier qui s'ensuit pour cause d'inondations des lieux-dits Iringheim au sud et Hundsfeld dans la partie supérieure de l'actuelle Kehl), et le village de Sundheim. Ces trois implantations sont liées à différents seigneurs (Geroldseck, Boeklin, Nassau, Grohstein et Bock) entre qui les droits seigneuriaux sont partagés.
En 1497, la moitié de la ville fait partie du ban du margrave de Bade.

### Temps modernes
En 1678, la France conquiert par un siège et annexe Kehl, considérée comme une section du système de défense de Strasbourg, qui est encore une ville libre impériale du Saint-Empire romain germanique. Strasbourg est à son tour prise et annexée en 1681.
En 1683, Kehl est transformée en forteresse par Vauban et l'ingénieur Jacques Tarade. À l'est de la forteresse, les habitants de l'ancien village fondent une nouvelle cité, Kehl Stadt, qui demeurera une commune autonome jusqu'en 1910.
En 1698, la forteresse est cédée à Frédéric VII, margrave de Bade. Elle subira trois autres sièges : par la France en 1703 (guerre de Succession d'Espagne) et en 1733 (guerre de Succession de Pologne), par l'Autriche en 1796-1797 (guerre de la Première Coalition).
« 
Les têtes de pont de Huningue, de Khell, de Cassel, etc. ont procuré ces grands avantages à l'armée française pendant la dernière guerre. »
Simon François Gay de Vernon Traité élémentaire d'art militaire et de fortification
Le 7 mai 1770, Marie-Antoinette est officiellement « échangée » entre la France et l'Autriche sur une île du Rhin près de Kehl. Cette île, qui était encore habitée avant la Première Guerre mondiale, est appelée « île de la Commission » (Kommissionsinsel), en référence à la commission d'échange de Marie-Antoinette.

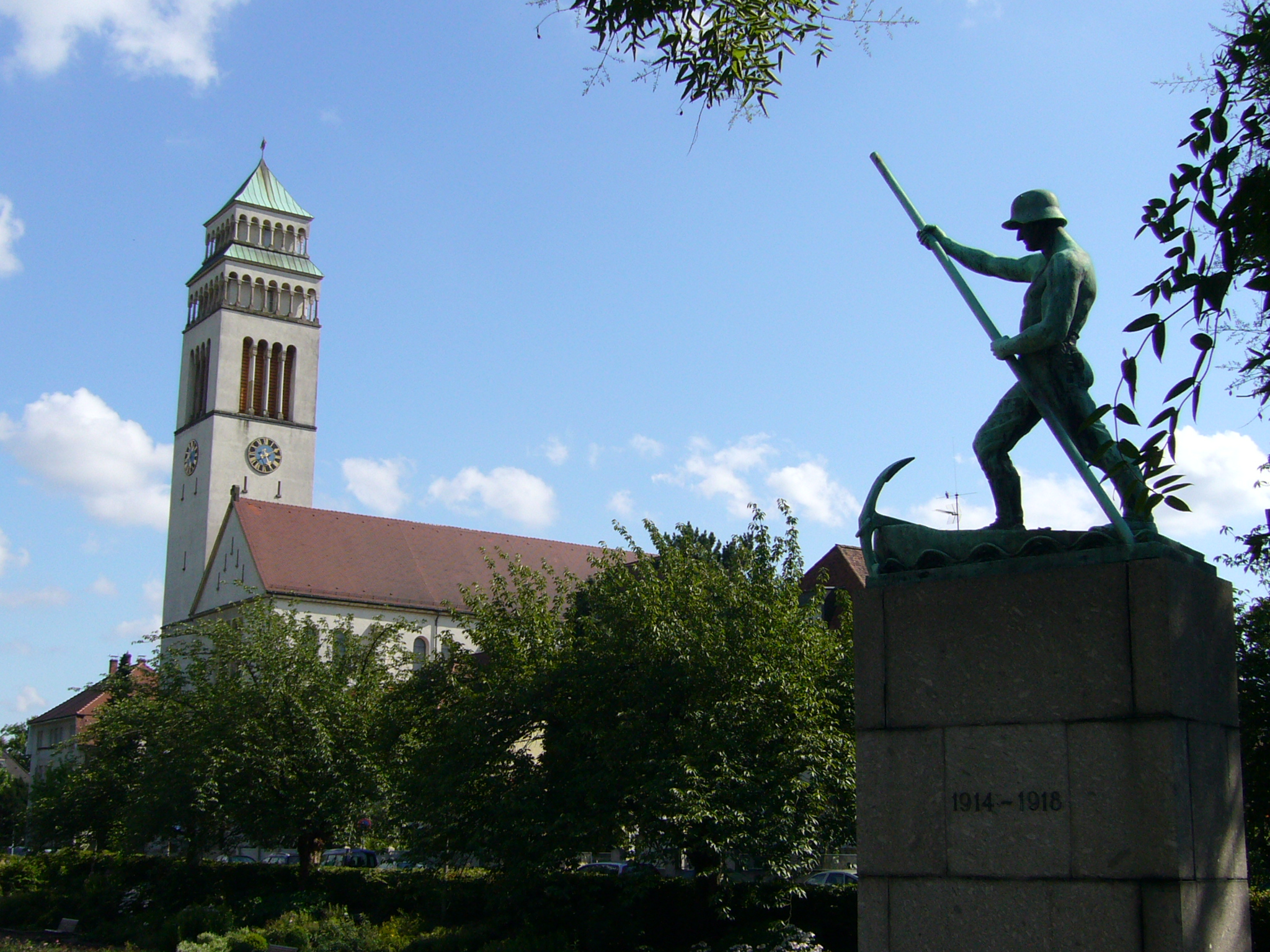
Monuments aux morts de la guerre 1914-1918 dans le « Jardin des roses » (Rosengarten)

En 1774, les droits sur la commune de Kehl, à l'intérieur de la forteresse homonyme[pas clair] sont concédés au margrave Charles-Frédéric de Bade.

### XIXesiècle
En 1800, Kehl fait partie du margraviat de Bade, qui devient l'électorat de Bade en 1803, puis le grand-duché de Bade (capitale : Karlsruhe), intégré dans l'Empire allemand en 1871 (jusqu'en 1918).
Après plusieurs échanges entre la France, le pays de Bade et l'Autriche[pas clair], les fortifications sont démantelées en 1815 conformément au traité de Paris de 1814, signé après l'abdication de Napoléon à Fontainebleau. La ville et le village de Kehl (Sundheim compris) appartiennent alors à la circonscription administrative de Kehl, dont le siège se trouve à Kork.
Les premières installations portuaires sont bâties entre 1842 et 1847 par l'administration des chemins de fer de Bade. Avec la construction du pont ferroviaire sur le Rhin en 1861, Paris est reliée pour la première fois directement à Vienne par le train. Les changements de locomotives et correspondances s'effectuent à Kehl.
Pendant la guerre franco-allemande de 1870, la ville est de nouveau la cible d'attaques françaises et subit d'importants dégâts.
En 1881, le siège de l'administration locale est transféré de Kork à Kehl.
À la fin du XIXe siècle, dans le but de fortifier Strasbourg (redevenue allemande en 1871), un réseau de douze forts est bâti par Von Biehler, dont le fort Blumenthal de Kehl-Auenheim, qui sera détruit pendant la Première Guerre mondiale, tandis que les forts Bose et Kirchbach seront dynamités pendant la Seconde Guerre mondiale. Il existe encore des forts de ce type sur la colline de Hausbergen ou à Reichstett.

### XXesiècle
Kehl est occupée par l'armée française de 1919 à 1930 (zone d'occupation de Rhénanie).
En 1924, l'administration de Kehl est transférée au Landkreis (canton) de Kehl qui reprend quelques communes du Landkreis d'Oberkirch, supprimé.
Après l'annexion par l'Allemagne de l'Alsace et de la Moselle en 1940, Kehl, ainsi que les communes de Schiltigheim, Bischheim, Hœnheim, Eckbolsheim, Oberhausbergen, Lingolsheim, Ostwald et Illkirch-Graffenstaden, est intégrée dans la nouvelle Großstadt Straßburg.
Ce statut persiste quelques années au début de l'après-guerre. En 1953, la ville est réintégrée dans le Land de Bade-Wurtemberg, établi en 1952 par la République fédérale d'Allemagne (la Zone d'occupation proprement dite dure jusqu'en 1955).
En 1960, est inauguré le pont de l'Europe entre Strasbourg et Kehl.
À la suite de la réforme communale de 1971, tendant au regroupement des communes existantes, Kehl franchit le cap des 20 000 habitants. La municipalité demande alors à avoir le statut de « Große Kreisstadt » (Grande ville-canton), ce qui est accepté par le gouvernement du Bade-Wurtemberg et entre en vigueur le 1er janvier 1972. Avec la réforme des arrondissements du 1er janvier 1973, l'arrondissement (Kreis) régional de Kehl est dissous et son territoire intégré dans l'arrondissement de l'Ortenau.
En 2004, le rapprochement entre Kehl et Strasbourg est relancé grâce au festival des Deux Rives et par la construction de la passerelle des Deux Rives, inaugurée le 23 avril, qui crée une liaison piétonne et cycliste entre les deux villes.
De plus, en partenariat avec l'Eurométropole de Strasbourg, la réalisation du pont Beatus-Rhenanus sur le fleuve permet d'étendre la ligne D du tramway de Strasbourg à la gare de Kehl en avril 2017 puis à la mairie de la ville en novembre 2018.

## Politique et administration
La ville est administrée par un conseil de vingt-six membres élus pour cinq ans. Les dernières élections se sont tenues le 25 mai 2014.
La ville est membre de l'intercommunalité Eurodistrict de Strasbourg Ortenau.

## Lieux importants

### La mairie
La mairie (Rathaus) est située au n° 85 de la Hauptstrasse. C'est aussi un pôle important des transports en commun.

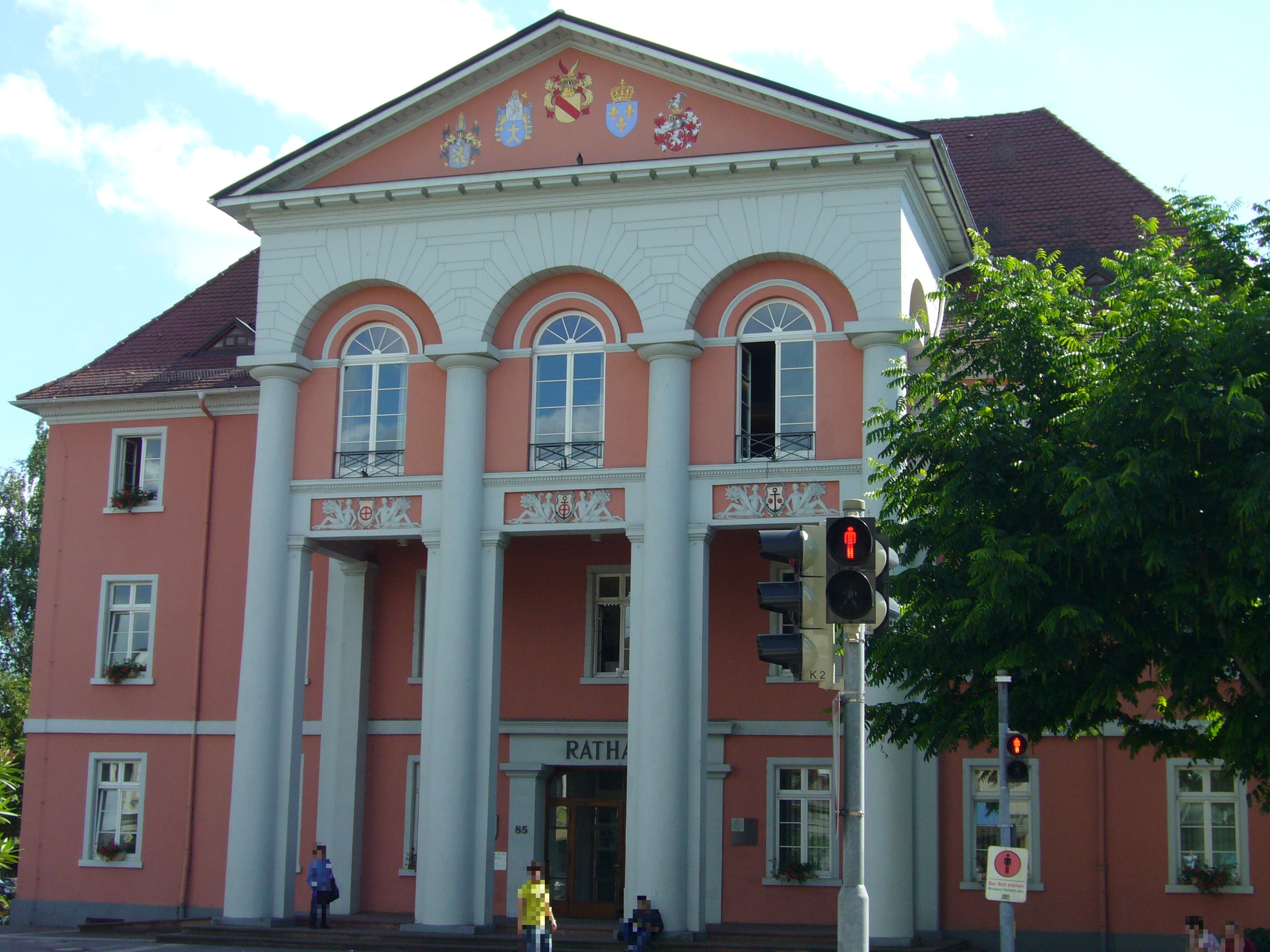
La Mairie (Rathaus Kehl)

### La gare
La gare centrale de Kehl (Bahnhof Kehl) est la deuxième gare la plus importante de l'Ortenau et est une des deux gares qui desservent Kehl et sa communauté urbaine. La gare est adjacent au centre-ville et est proche de tous les commerces de la zone piétonnière du centre-ville.

### Le City Center Kehl
Le City Center Kehl (CCK) est le centre commercial le plus important de la ville et se situe à quelques centaines de mètres de la gare. On y accède par trois parkings, le parking intérieur, le parking sur le toit et le parking des Läger.

### L'hôpital
L'Ortenau Klinikum Kehl est le seul hôpital de la ville.

## Culture et patrimoine

### Musées
- Handwerksmuseum Kehl-Kork[7] : « musée de l'artisanat »
- Hanauer Museum : lieu d'expositions temporaires
- Deutsches Epilepsiemuseum Kork : « musée allemand sur l'épilepsie »

### Le jardin des Deux Rives

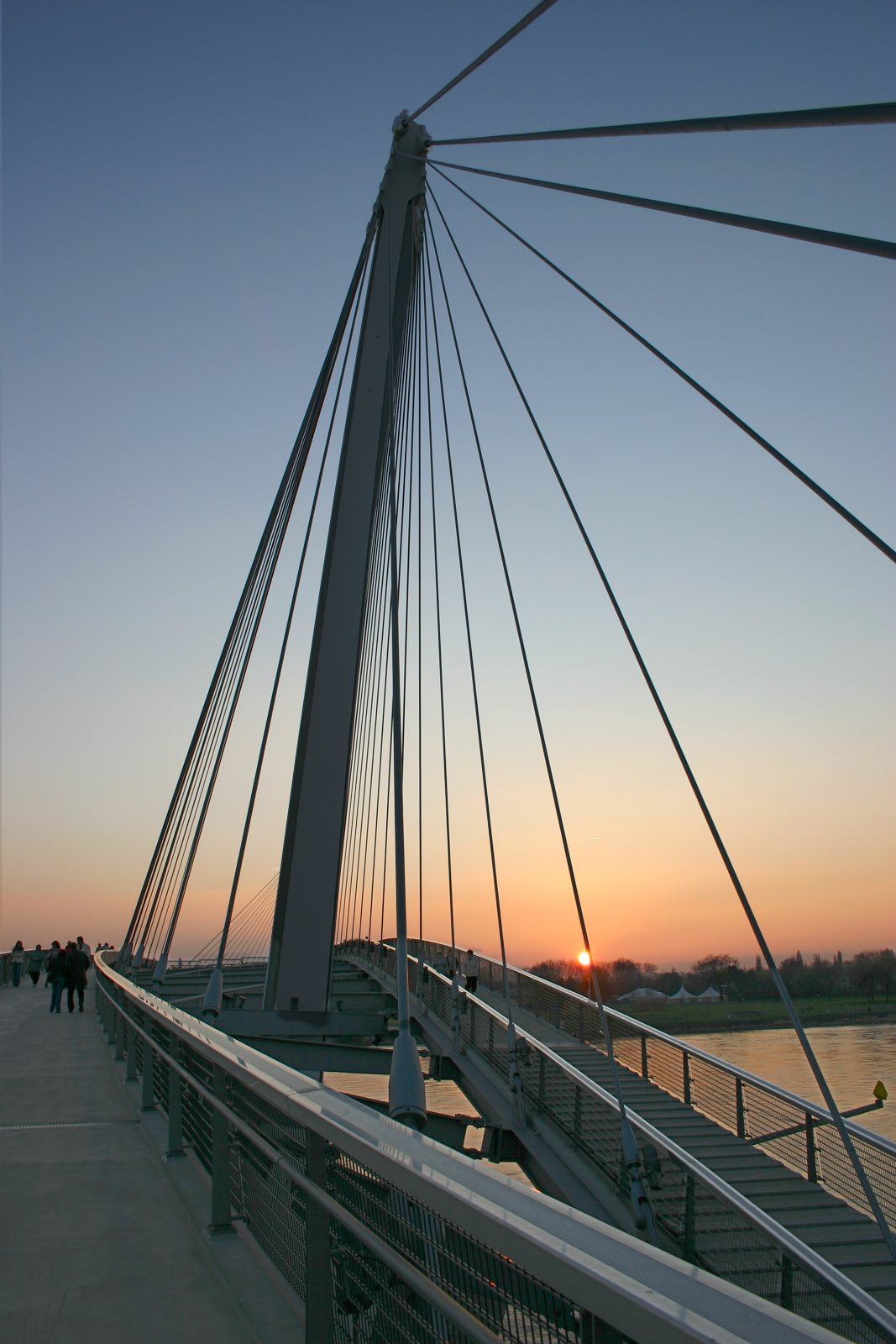
Passerelle reliant les deux rives

D'avril à octobre 2004, Kehl a accueilli le Landesgartenschau (« exposition horticole de Land »), événement organisé de chaque dans le Bade-Wurtemberg et dans d'autres Land. Événement culturel d'importance en Allemagne, il attire souvent près de trois millions de visiteurs.[réf. nécessaire]
Celui de 2004, organisé en collaboration avec Strasbourg, a aussi été appelé Gartenschau der zwei Ufer (« exposition horticole des deux rives »).
Le point d'orgue de cette manifestation a été l'inauguration du jardin des Deux Rives, parc transfrontalier dont la conception a été l'objet d'un concours remporté par l'équipe allemande Brosk (paysagiste) et Agirbas-Wienstroer (architectes-urbanistes). Le parc, établi sur les deux rives du Rhin, est doté en son centre d'une passerelle réservée aux piétons et cyclistes, conçue par l'architecte français Marc Mimram. Du côté allemand, on décline le concept des floralies et on présente des technologies liées à l'environnement. Côté français, on insiste davantage sur une approche artistique et conceptuelle avec dix-neuf « jardins éphémères » sur le thème de l'eau.
Cette manifestation transfrontalière a permis aux autorités locales de lancer le processus de constitution d'un Eurodistrict entre l'Eurométropole de Strasbourg et l'Ortenau, avec la mise en place d'un groupement local de coopération transfrontalière (GLCT).
Aujourd'hui, du fait de sa situation particulière sur les deux rives du Rhin, le jardin des Deux Rives est un symbole de l'amitié entre la France et l'Allemagne, mais également de l'esprit européen.
À quelques minutes de Strasbourg et de Kehl, le Jardin des deux Rives, qui s'étend sur 150 hectares, offre à ses visiteurs le plaisir d'une balade internationale où les langues française et allemande se côtoient de façon naturelle. Le Jardin dispose d'aires de jeux pour les enfants, d'endroits de détente, d'une tour panoramique et héberge aussi la piscine municipale de Kehl.

### Représentation symbolique de la Mère Kinzig
C’est le sculpteur Franz Xaver Reich qui a créé cette statue en fonte , la « Mère Kinzig ». À l'origine elle était un symbole de la rivière Kinzig et se trouvait dans une niche de la tour du pont de chemin de fer, inauguré en 1861. Lorsqu’en 1870 le pont a été partiellement détruit, la sculpture a sombré dans le Rhin, mais a pu être récupérée par la suite. Elle a été ensuite placée devant l'ancien hôtel de ville dans le cadre d'un monument aux morts. Aujourd'hui, elle constitue la figure centrale sur la place du marché de la ville.

### Bateau-pompe Europa 1
La ville de Kehl est un des principaux exploitants, avec le département du Bas-rhin et le Sdis 67 du bateau-pompe Europa 1. Les pompiers de la ville assurent avec les sapeur-pompiers strasbourgeois, les différentes interventions.

## Organismes de coopération internationale siégeant à Kehl
Kehl est le siège, comme sa voisine Strasbourg — « capitale de l'Europe » —, de plusieurs institutions internationales. Au Rehfusplatz, quartier international, sont domiciliées de nombreuses organisations de coopération transfrontalière et internationale, à savoir :
- la Région métropolitaine trinationale du Rhin supérieur[10],
- la Conférence franco-germano-suisse du Rhin supérieur[11],
- l'Euro Institut[12],
- le Conseil rhénan[13],
- Infobest[14],
- le Centre européen des consommateurs[15],
- le GECT secrétariat général de l'Eurodistrict Strasbourg-Ortenau agglomération transfrontalière[16],
- le Comité franco-allemand de coopération transfrontalière[17].

Dans la commune sont également basés les réseaux :
- Trischola (pour les partenariats scolaires dans le Rhin supérieur) et
- Trion (Réseau sur l’Énergie de la région métropolotaine trinationale du Rhin supérieur)[18].

À côté de la gare, à proximité immédiate de la frontière franco-allemande, on trouve là depuis 2013 :
- le premier service de placement transfrontalier, une agence commune à Pôle emploi et à la Bundesagentur für Arbeit[19],[20],
- EURES-T - Transfrontalier Oberrhein/Rhin Supérieur et,
- le Centre Européen du Consommateur (Euro-Info-Consommateurs).

Non loin de là, une compagnie de gendarmerie fluviale franco-allemande a été installée en 2012. Le Centre franco-allemand de coopération policière et douanière y a son siège.

## Jumelages
- Montmorency (France)
- Kotor (Monténégro)

## Galerie

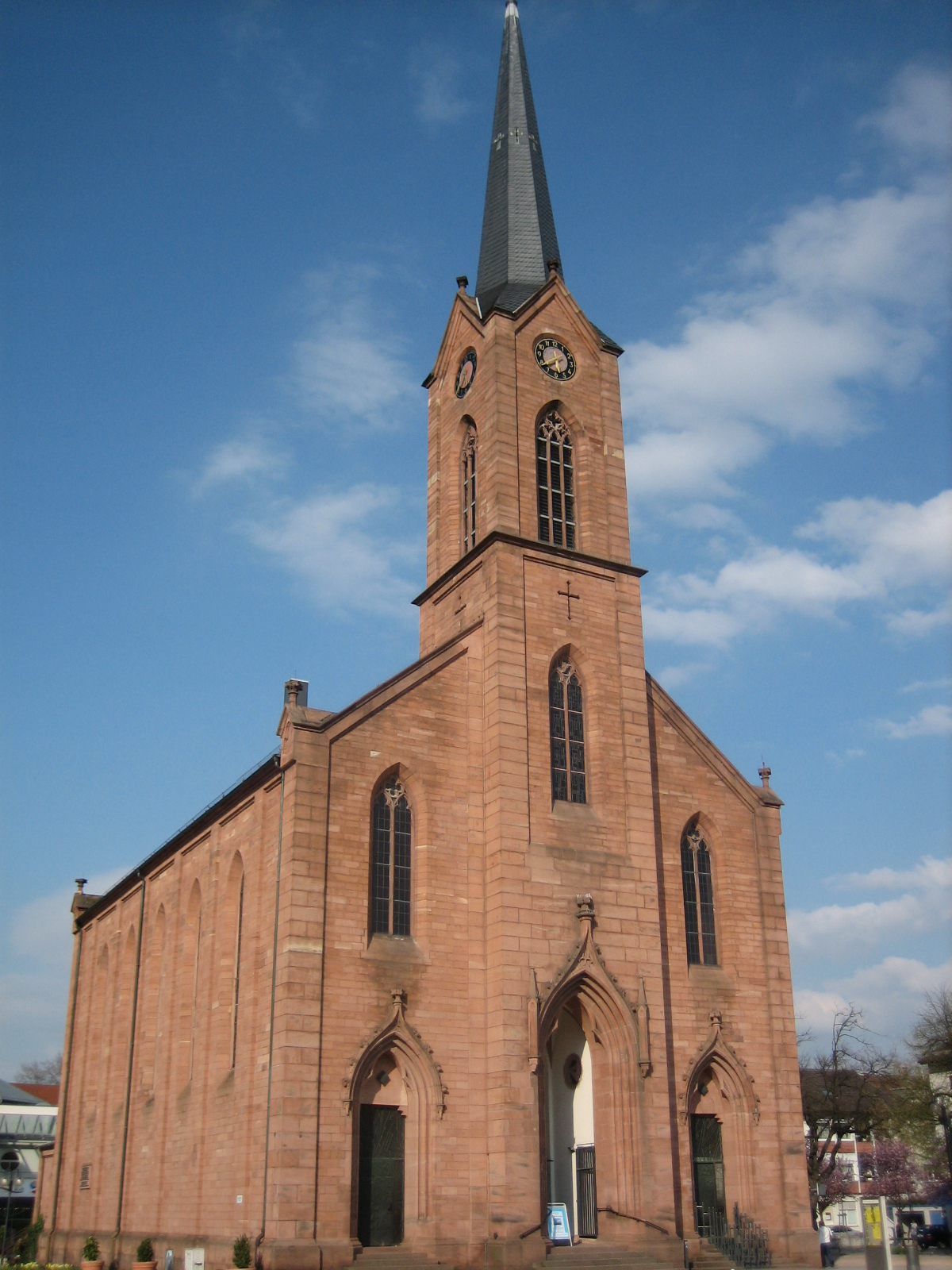
Église de la Paix (Friedenskirche)
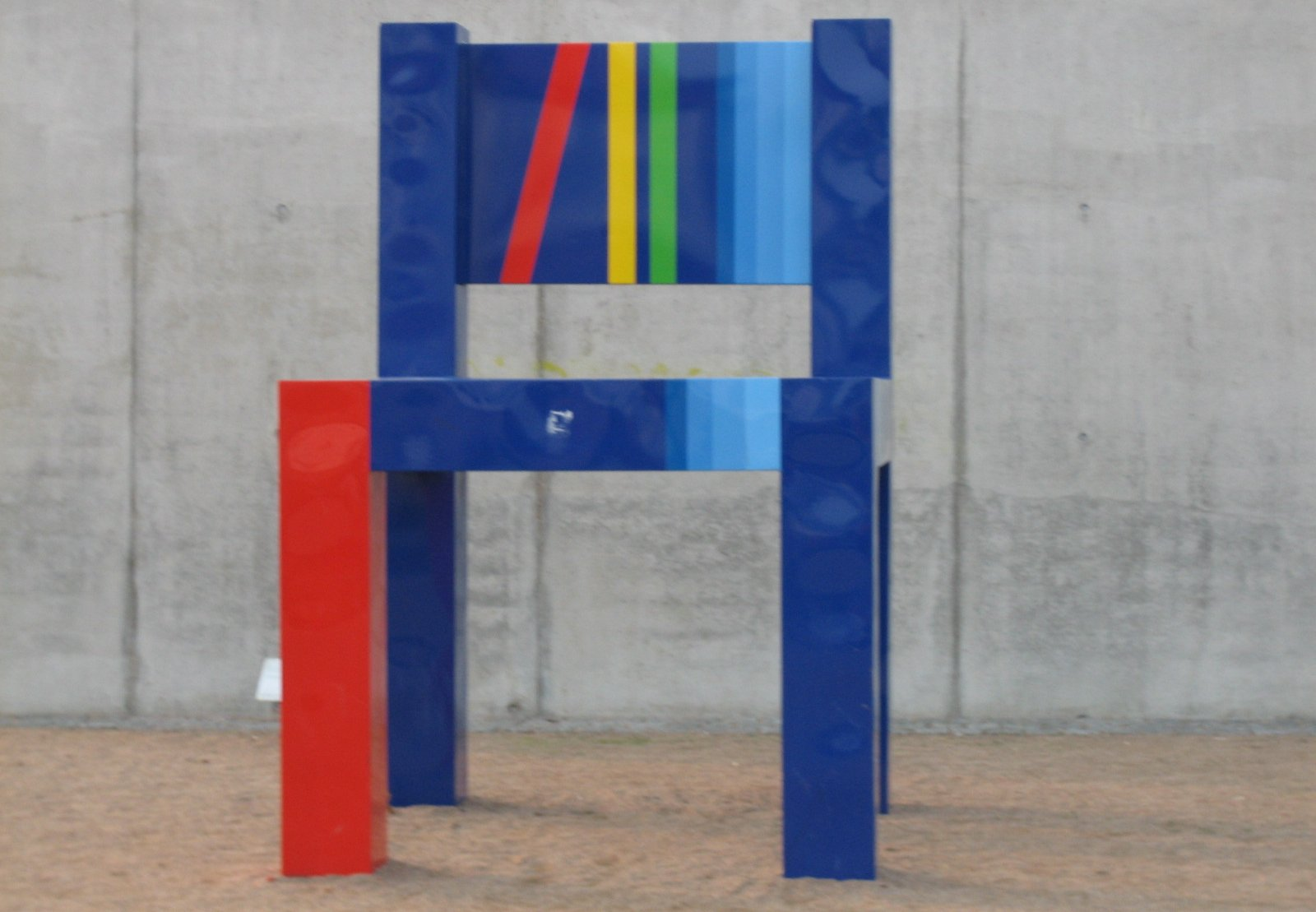
Chaise dans le jardin des deux rives
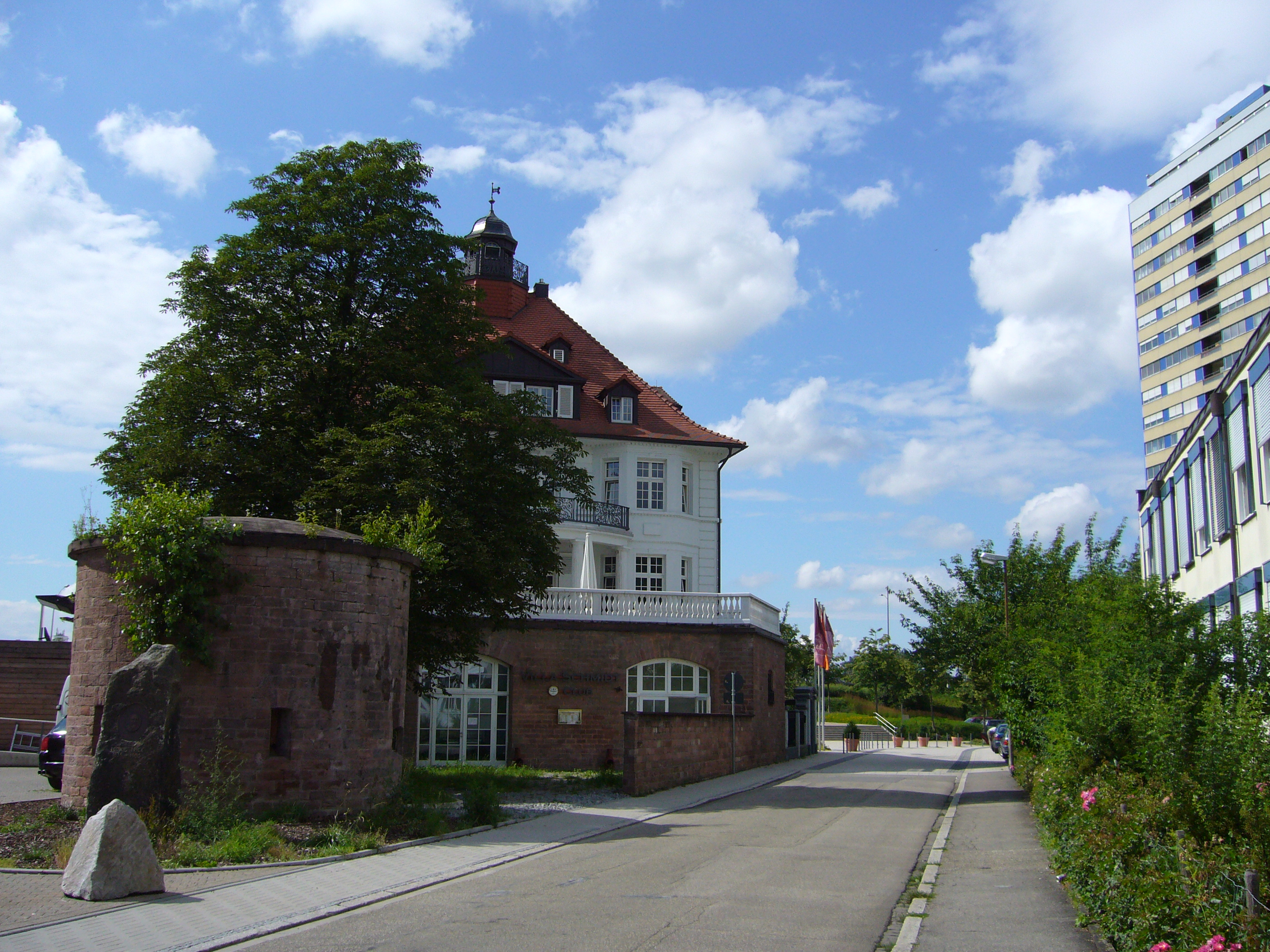
La Villa Schmidt près du Rhin
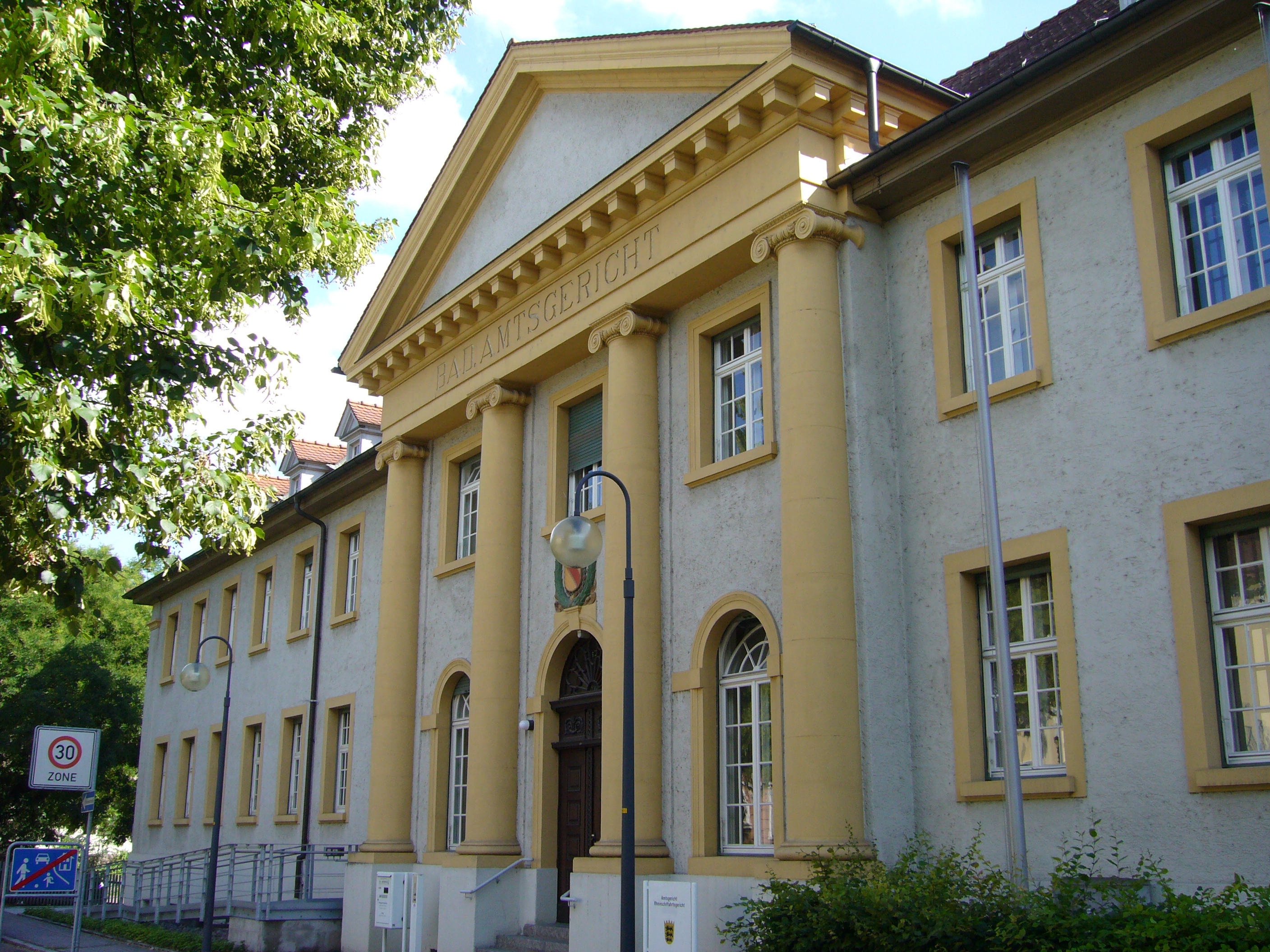
Tribunal d'instance
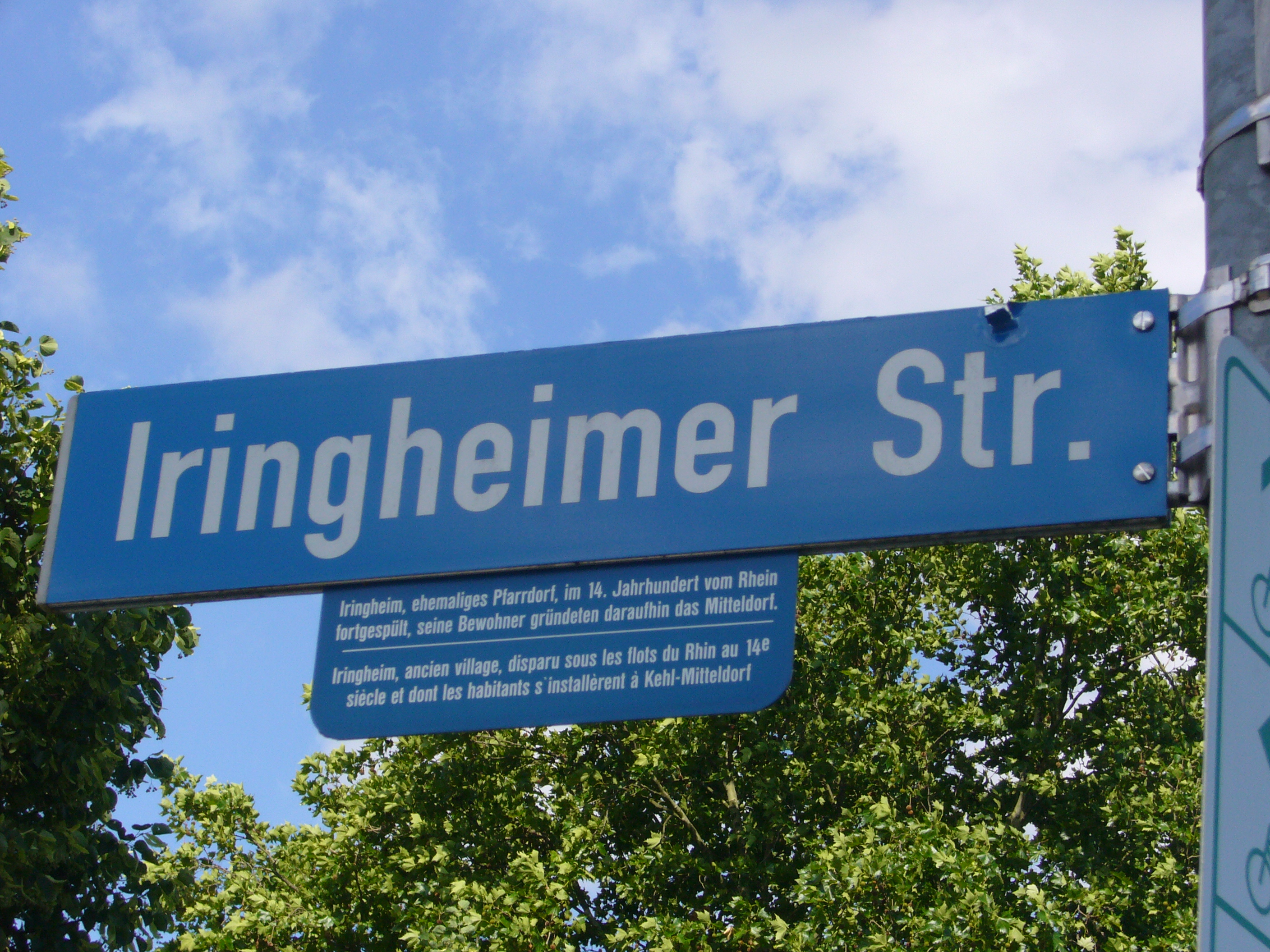
La proximité avec Strasbourg entraîne le bilinguisme de certains panneaux de rue
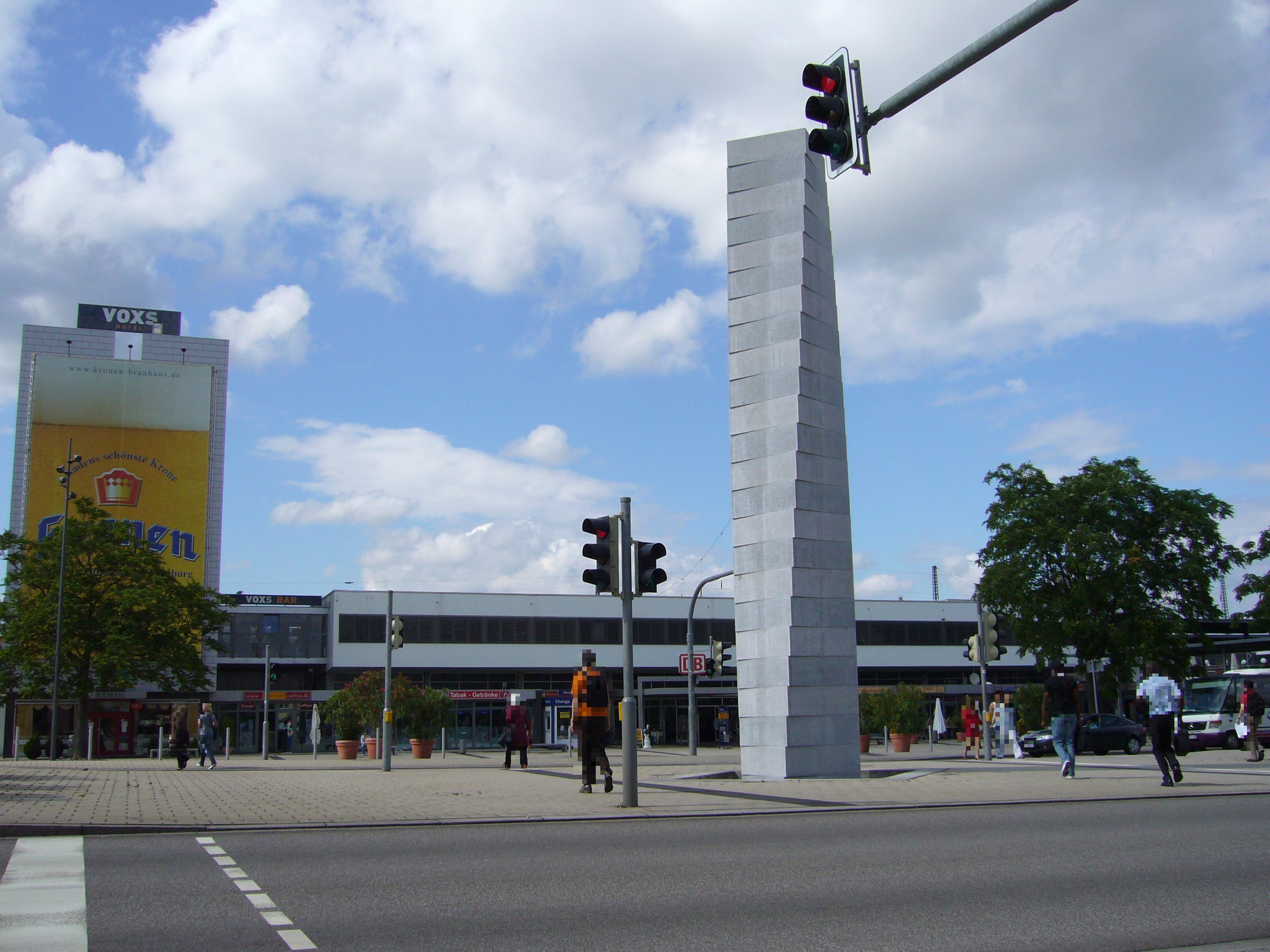
La gare Die Bahn
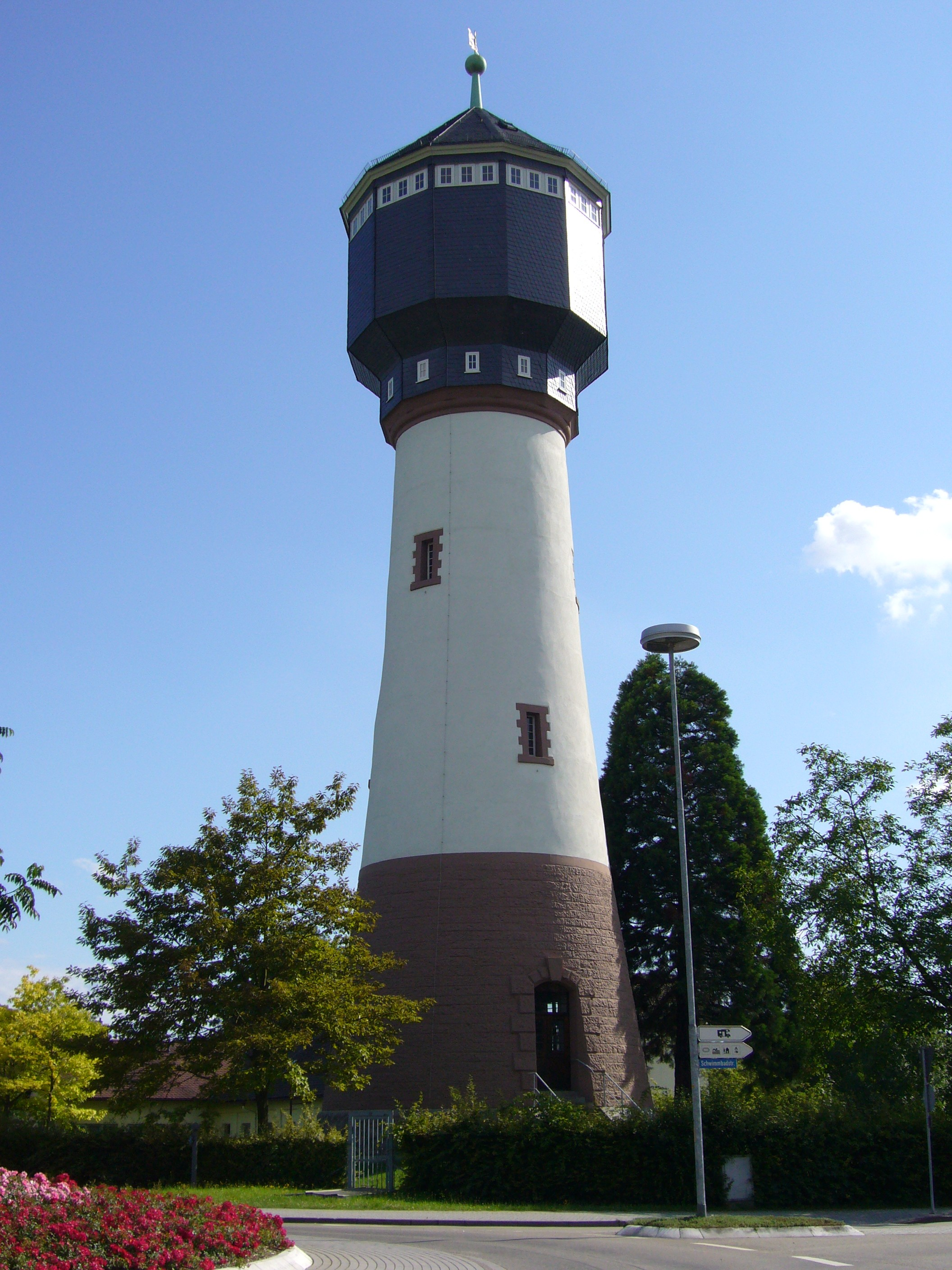
Château d'eau au sud de la ville